# Вербляны (Золочевский район)
Вербляны (укр. Вербляни) — село в Бусской городской общине Золочевского района Львовской области Украины.
Население по переписи 2001 года составляло 375 человек. Занимает площадь 1,955 км². Почтовый индекс — 80527. Телефонный код — 3264.